# جهرا (شهر)
شهر الجهراء (به عربی: الجهراء) در استان جهرا در کشور کویت واقع شده است. جمعیت این شهر ۲۸٫۳۸۷ نفر است.